# St. Maria Immaculata (Eberstadt)

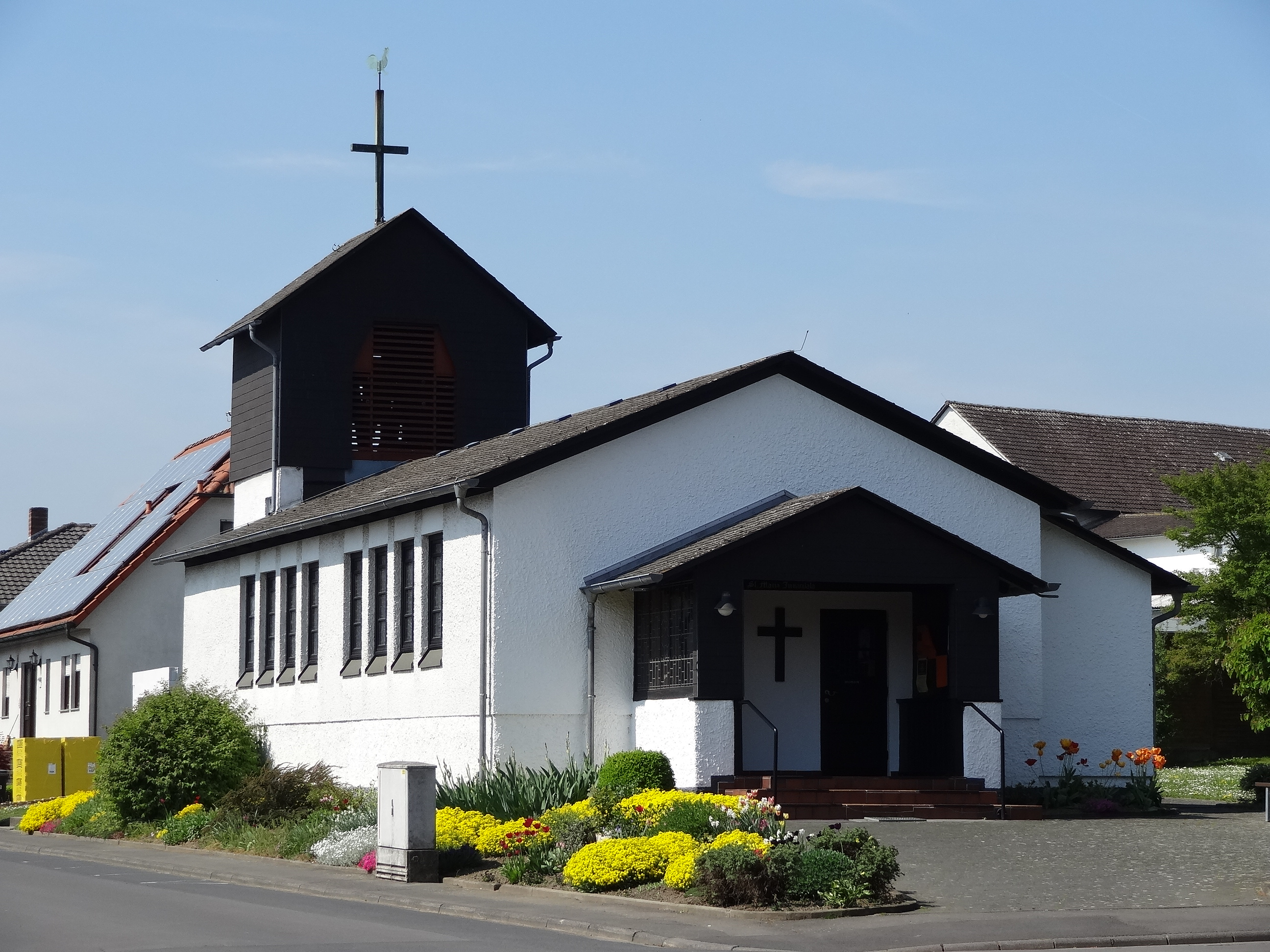
St. Maria Immaculata in Eberstadt

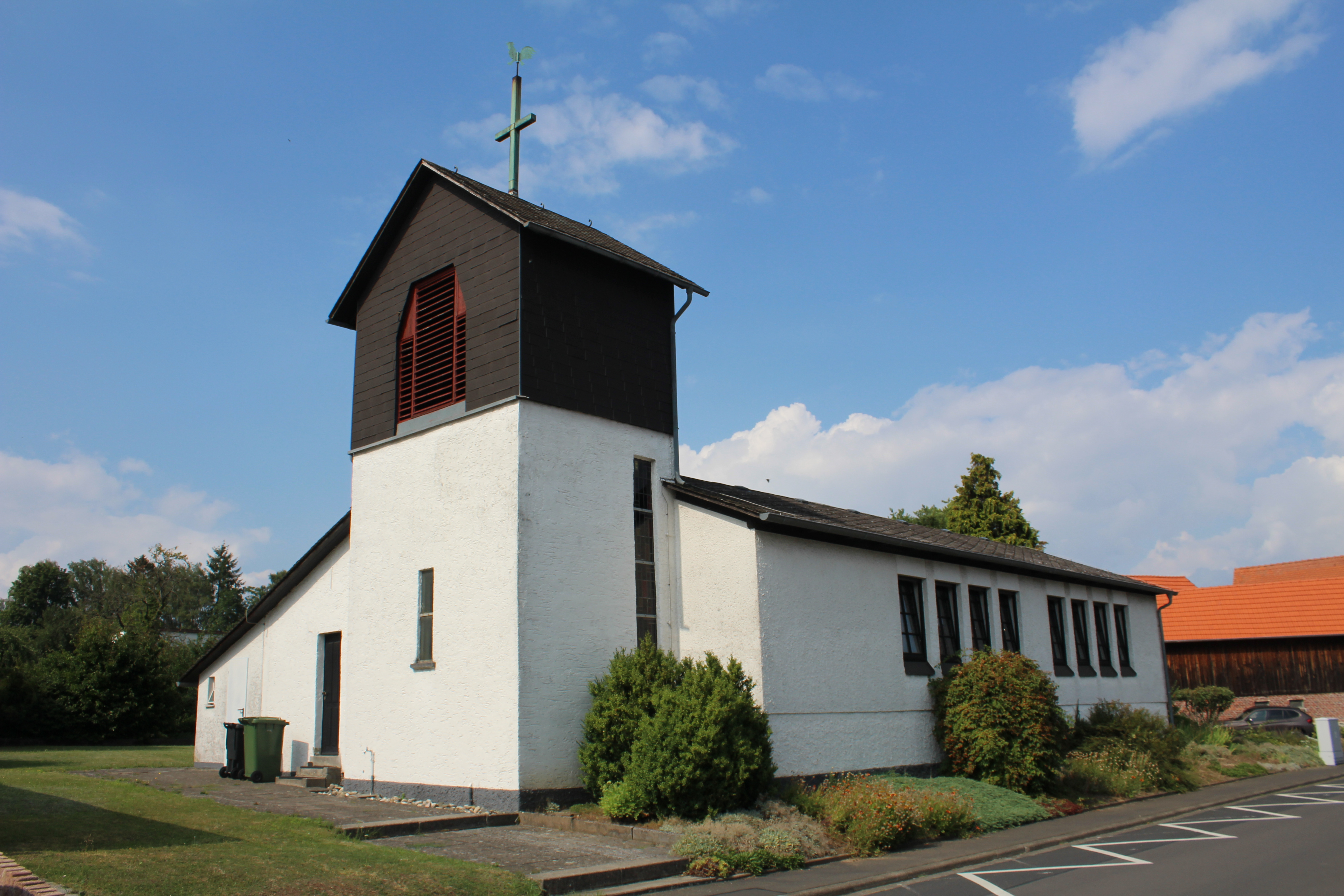
Der Glockenturm beherbergt zwei Glocken.

St. Maria Immaculata ist eine römisch-katholische Kirche im Licher Stadtteil Eberstadt im Landkreis Gießen (Hessen). Das Gebäude wurde 1955 fertiggestellt und geweiht.

## Geschichte
Im Jahr 1360 ist eine Kapelle nachgewiesen, die bis 1361 nach Mutterkirche in Trais-Münzenberg eingepfarrt war. Als erster Pfarrer wirkte Arnold Steyn von 1367 bis 1402 in Eberstadt. 100 Jahre nach der Erhebung zur Pfarrkirche wurde der Ort im Jahr 1461 dem Kloster Arnsburg inkorporiert. Im ausgehenden Mittelalter gehörte Eberstadt zum Sendbezirk Trais-Münzenberg im Dekanat Friedberg und zum Archidiakonat St. Maria ad Gradus in der Erzdiözese Mainz. Mit Einführung der Reformation zwischen 1556 und 1562 wechselte die Gemeinde zum evangelisch-lutherischen Bekenntnis.
Für Jahrhunderte kam das katholische Leben in Eberstadt zum Erliegen. Für die Katholiken aus Schlesien und dem Sudetenland, die nach dem Zweiten Weltkrieg in das Gebiet zwischen Lich und Butzbach ansiedelten, entstand nach einer ersten Versorgung in Butzbach 1946 in Gambach eine Lokalkaplanei, die Gambach, Holzheim, Eberstadt und Ober-Hörgern seelsorgerlich versorgte. In den Nachkriegsjahren stieg die Zahl der Katholiken in Eberstadt auf 380 an.
Die Eberstädter Katholiken halfen zu Beginn der 1950er Jahre beim Bau der katholischen Kirche in Gambach und feierten in dieser Zeit ihre eigenen Gottesdienste in der Evangelischen Kirche in Eberstadt. Nach Errichtung der Münzenberger Kapelle im Jahr 1952 wurden die Eberstädter Katholiken von dort betreut. Zwei Jahre später erhielten sie einen Bauplatz am Gambacher Weg, auf dem eine kleine Notkirche aus Mainz, die vom „Schweizer Hilfswerk“ günstig verkauft wurden. Sie waren samt Innenausstattung nach dem Modell des Architekten Jean Cron aus leicht transportablen Einzelteilen konzipiert worden. Sie errichteten als kleinsten Typ der Schweizer Notkirchen das heutige Kirchengebäude. Die Kirche wurde am 19. Juni 1955 vom Mainzer Weihbischof Josef Maria Reuß konsekriert. Sie ist dem Glaubensgeheimnis der Unbefleckten Empfängnis der Gottesmutter geweiht.
Nach der Eingliederung von Eberstadt in die Stadt Lich im Jahr 1971 löste sich die Kirchengemeinde mit Wirkung vom 1. Januar 1978 von Münzenberg und dem Dekanat Friedberg und wurde der Pfarrgemeinde Lich im Dekanat Gießen zugewiesen.
Im Rahmen einer umfassenden Gebäudesanierung ab dem 25. August 1984, die zum großen Teil in Eigenleistung durchgeführt wurde, wurden die ursprünglichen Holzwände der Kirche durch Steinwände ersetzt und verputzt, als Ersatz für den hölzernen Hochaltar ein neuer Altar aufgemauert, der Fußboden neu belegt, die Glasfenster mit Wärmeschutzglas verstärkt, der Turm teils verschiefert und ein neuer Beichtstuhl an der Rückseite eingebaut, der den alten an der Vorderseite ersetzte. Karl Lehmann nahm die Konsekration des neuen Steinaltars am 1. Mai 1985 vor. 1986 folgte der Einbau einer kleinen Orgel.
St. Maria Immaculata gehört zur katholischen Pfarrei St. Paulus und St. Andreas in Lich bzw. Hungen.

## Architektur
Der weiß verputzte Saalbau ist im Westen des Ortes nach Südwesten ausgerichtet. Die schlichte Kirche wird von einem flachen asymmetrischen Satteldach bedeckt, das im Norden breiter ist als an der Südseite. Im Nordosten hat der Eingang einen kleinen hölzernen Vorbau. Im Südwesten ist ein eingezogener Glockenturm in Fachwerkbauweise angebaut, der zwei Glocken beherbergt. Er dient im Erdgeschoss als Altarraum und ist seit 1985 im Obergeschoss verschiefert. Die hölzerne Glockenstube wird von einem Satteldach mit Kreuz und Wetterhahn bekrönt.
Der Innenraum wird an der südlichen Langseite durch acht und an der nördlichen Seite durch vier bunte hochrechteckige Bleiglasfenster belichtet, die die Namen ihrer Spender tragen.

## Ausstattung

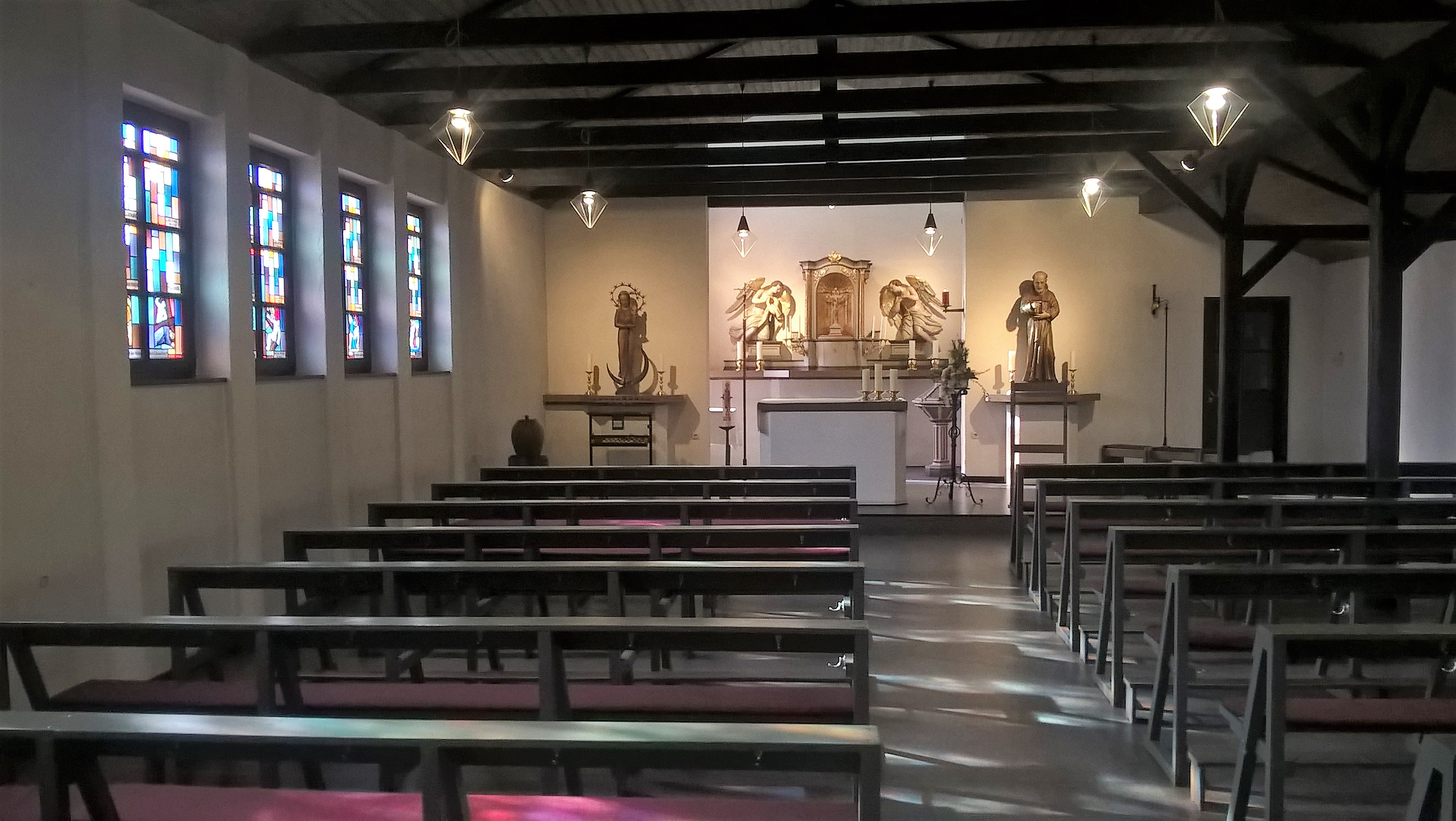
Innenraum mit Blick auf den Altar

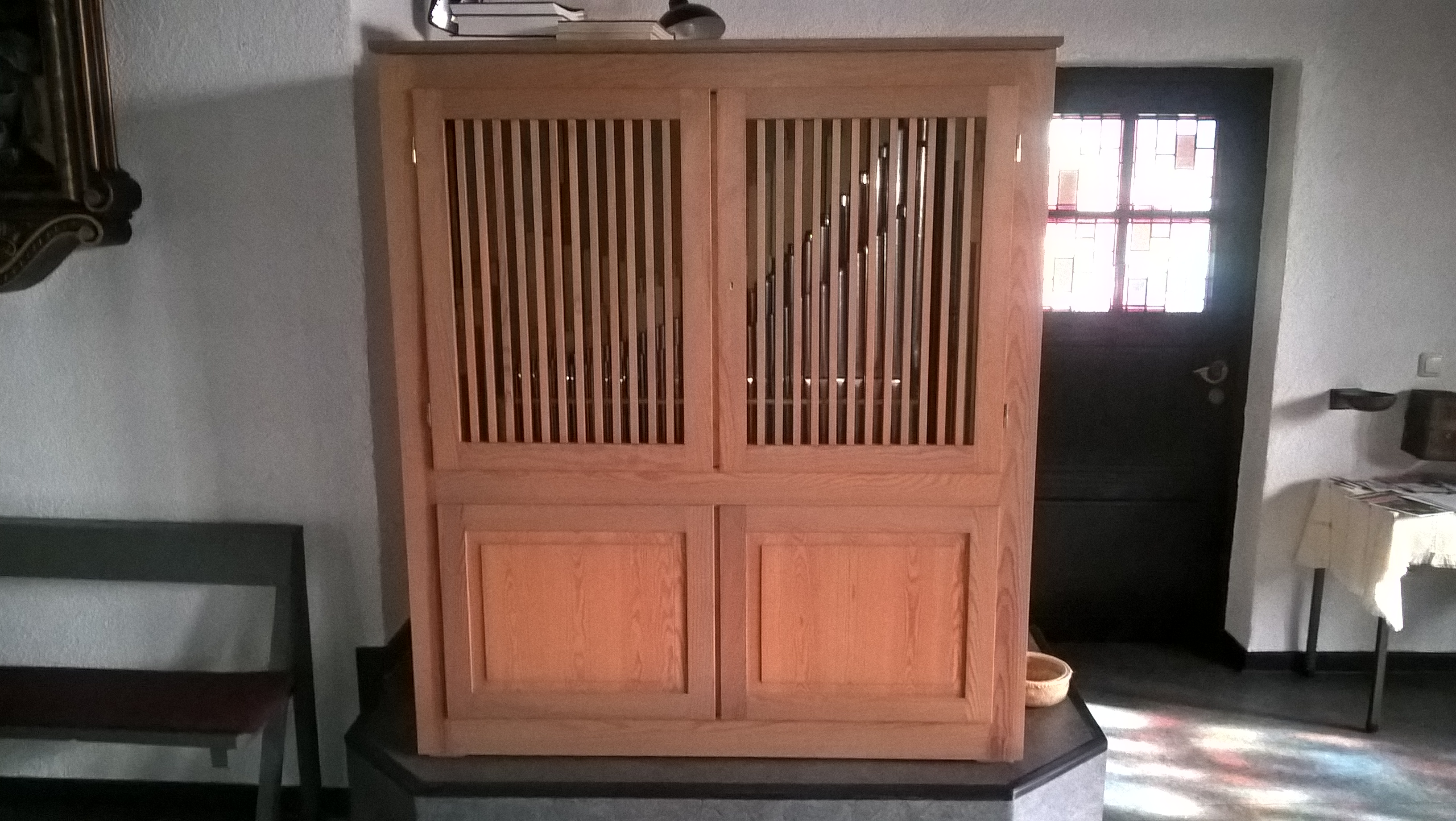
Orgel von Förster & Nicolaus

Im Inneren sind die Pfosten für die Dachkonstruktion und der offene Dachstuhl sichtbar. Der eingezogene Altarraum des Chorturms gewährt Zugang zum rückwändigen Hauptaltar. Der barocke Tabernakel mit Expositionsnische wird von zwei Engeln flankiert. Vor den Wänden befinden sich die Seitenaltäre. Auf der linken Seite steht eine holzgeschnitzte Mondsichelmadonna als Maria Immaculata und auf der rechten Seite Franz von Assisi. Der zentrale schlichte Blockaltar von 1977 dient als Volksaltar. Das hölzerne Kirchengestühl in grauer Fassung bietet 150 Sitzplätze und lässt einen Mittelgang frei.
1986 wurde ein Orgelpositiv der Werkstatt Förster & Nicolaus Orgelbau aufgestellt, das über vier Register auf einem Manual verfügt. Die Disposition lautet wie folgt:
| I Manual C–f3     |    |
| Gedackt           | 8′ |
| Gedackt           | 4′ |
| Oktave            | 2′ |
| Sesquialtera I–II |    |